# Farolim de Felgueiras
O Farolim de Felgueiras, também conhecido como Farol de Felgueiras, Farolim do Molhe de Felgueiras ou Farolim Cabeça de Molhe, é um farol na margem direita do Rio Douro, que se localiza na ponta do molhe de mesmo nome, na freguesia da Foz do Douro, Cidade do Porto, Portugal.
Trata-se de uma torre hexagonal em alvenaria de granito aparente, com dez metros de altura. Possui varandim e lanterna vermelhos, e um pequeno edifício anexo com paredes rebocadas e pintadas de branco.
A designação 'Molhe de Felgueiras' foi-lhe atribuída por ter sido construído em direcção à pedra de Felgueiras, que lhe fica fronteira a Oeste.
Antes da sua desactivação, o farolim tinha um alcance de 9 milhas náuticas, emitindo um relampago vermelho a cada 5 segundos (Fl R 5s).

## Cronologia
- 1790 - Início da obra de construção do molhe; em 15 de fevereiro, Reinaldo Oudinot por carta régia é encarregado de dirigir os trabalhos relacionados com a abertura da barra do Porto, desde a foz do rio até à cidade.
- 1886 - Construção do farolim.
- 1945 - Obras de modernização do Farolim de Felgueiras, tornando, assim dispensável o Farol da Senhora da Luz.[1]

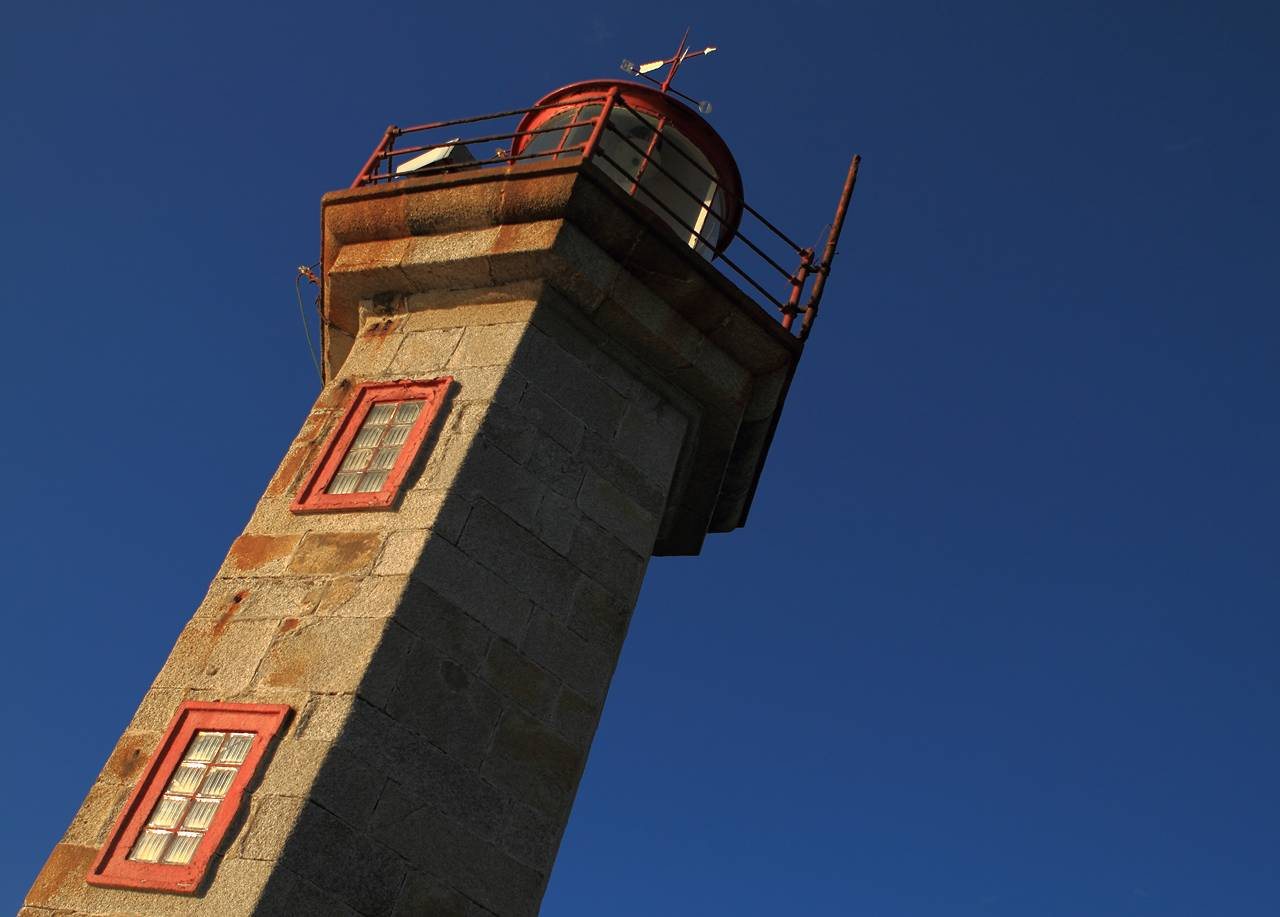

- 1979 - Foram iniciadas, as automatizações do farolim de Felgueiras à entrada da barra do Douro e dos farolins do porto de Leixões (Quebra-mar, Molhe Norte e Molhe Sul) Estes farolins, passaram a ser controlados à distância a partir do farol de Leça, por meio de equipamento concebido para o efeito. Foi a primeira rede de farolins telecomandados da costa portuguesa.[2]
- Anos 90, obras de conservação.
- 2009, Desactivado,[3] mantendo-se em funcionamento o sinal sonoro.[4]

## Outras características
- Fases das luzes: Luz, seis segundos; Eclipse, 4,4 segundos.
- Sinal de nevoeiro: Som 5s; silêncio 5s; som 5s; silêncio 15s.

## Informações
- Operacional: Não [3]
- Acesso: Av. D. Carlos I, caminhando depois ao longo do molhe.
- Aberto ao público: Só área envolvente.
- Nº IPA: PT011312050146

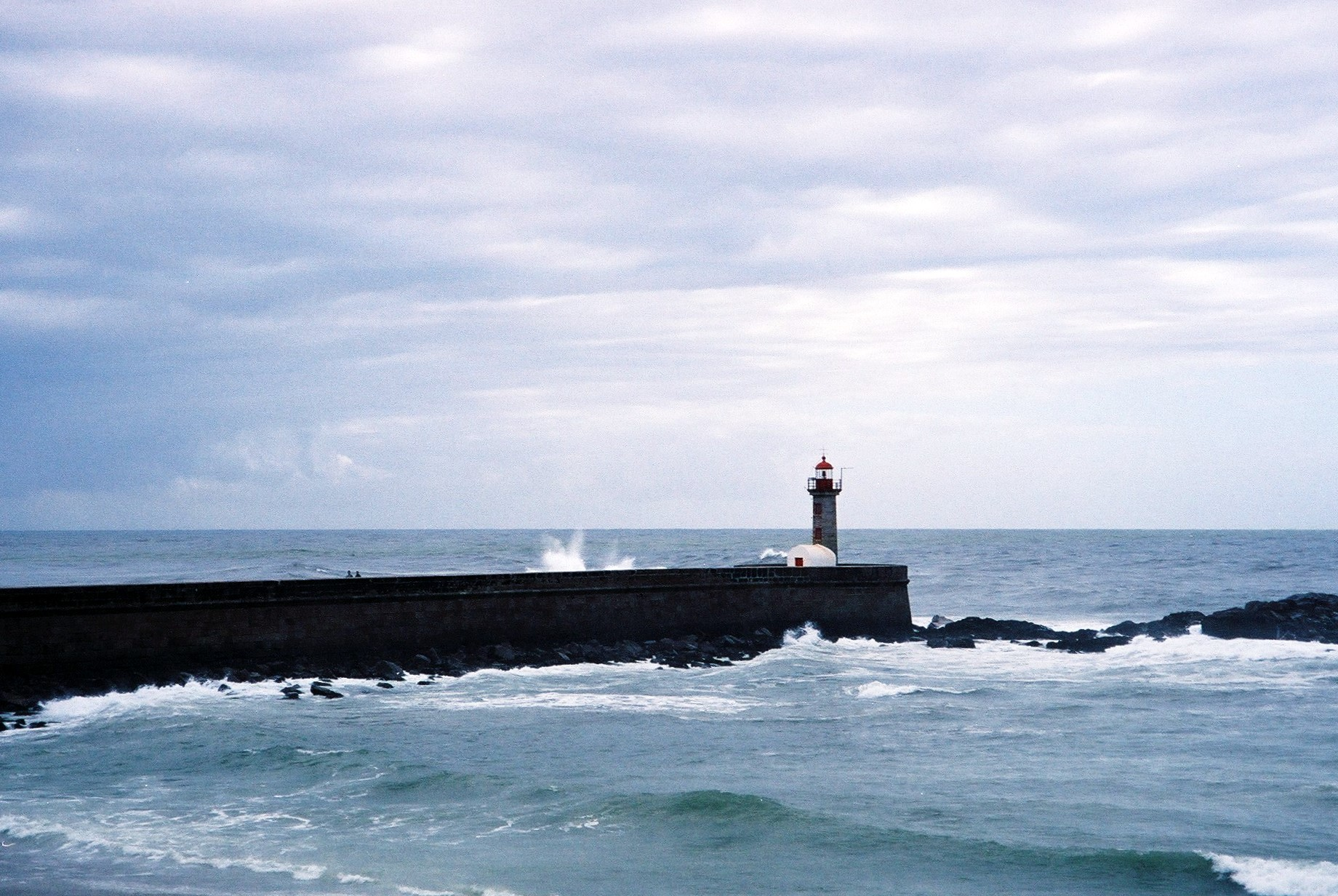
O Molhe de Felgueiras
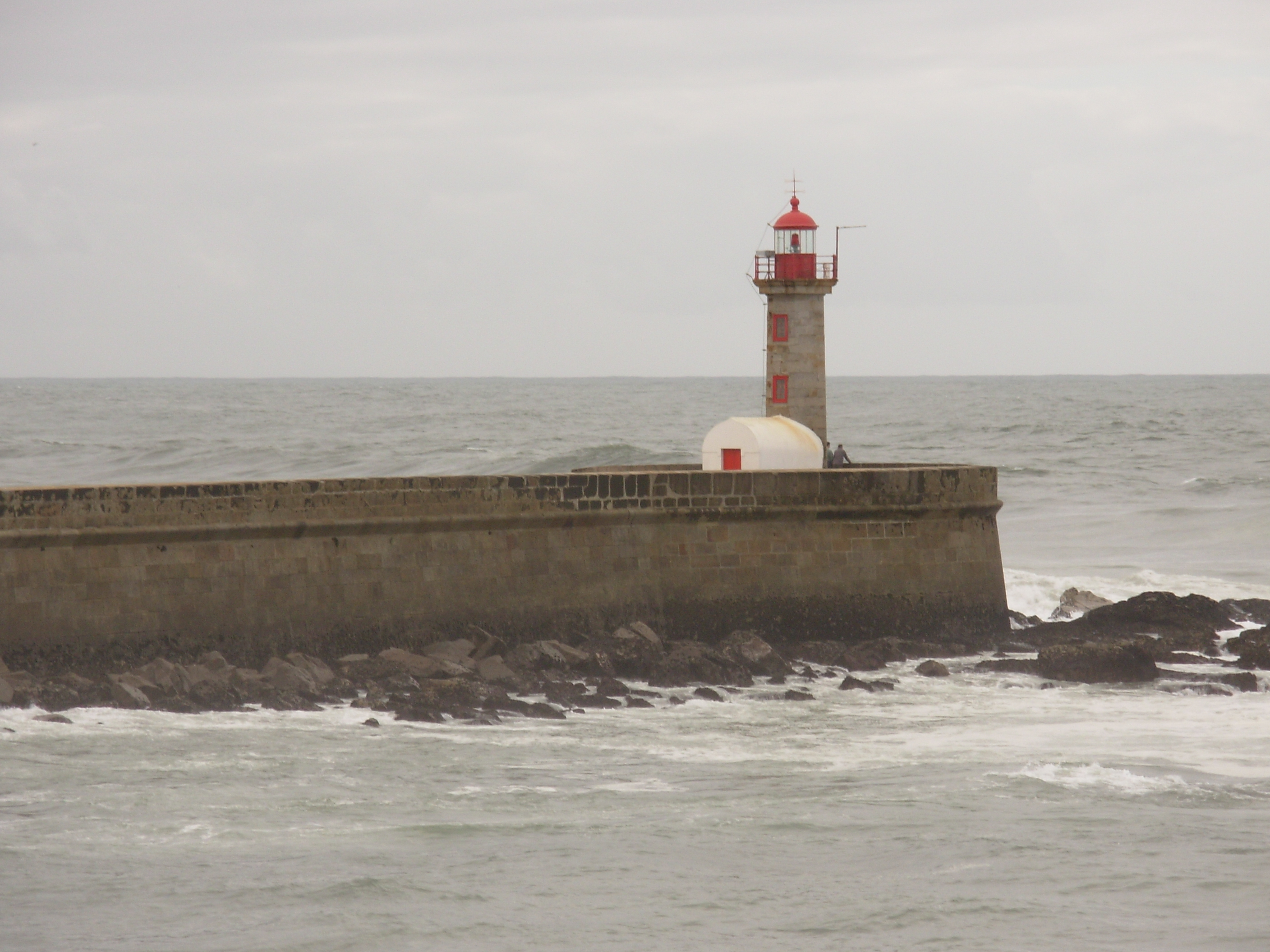
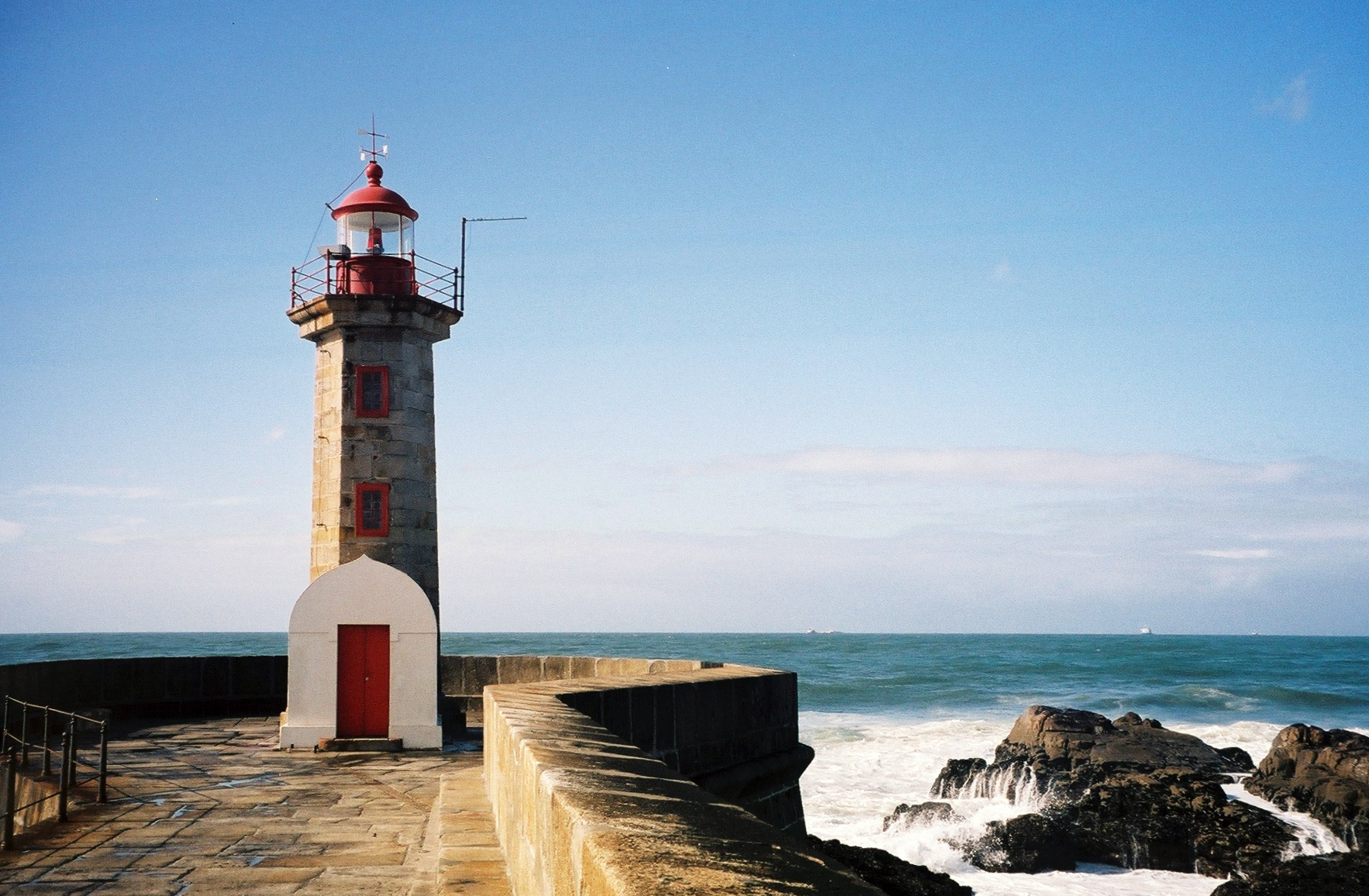
O Farolim
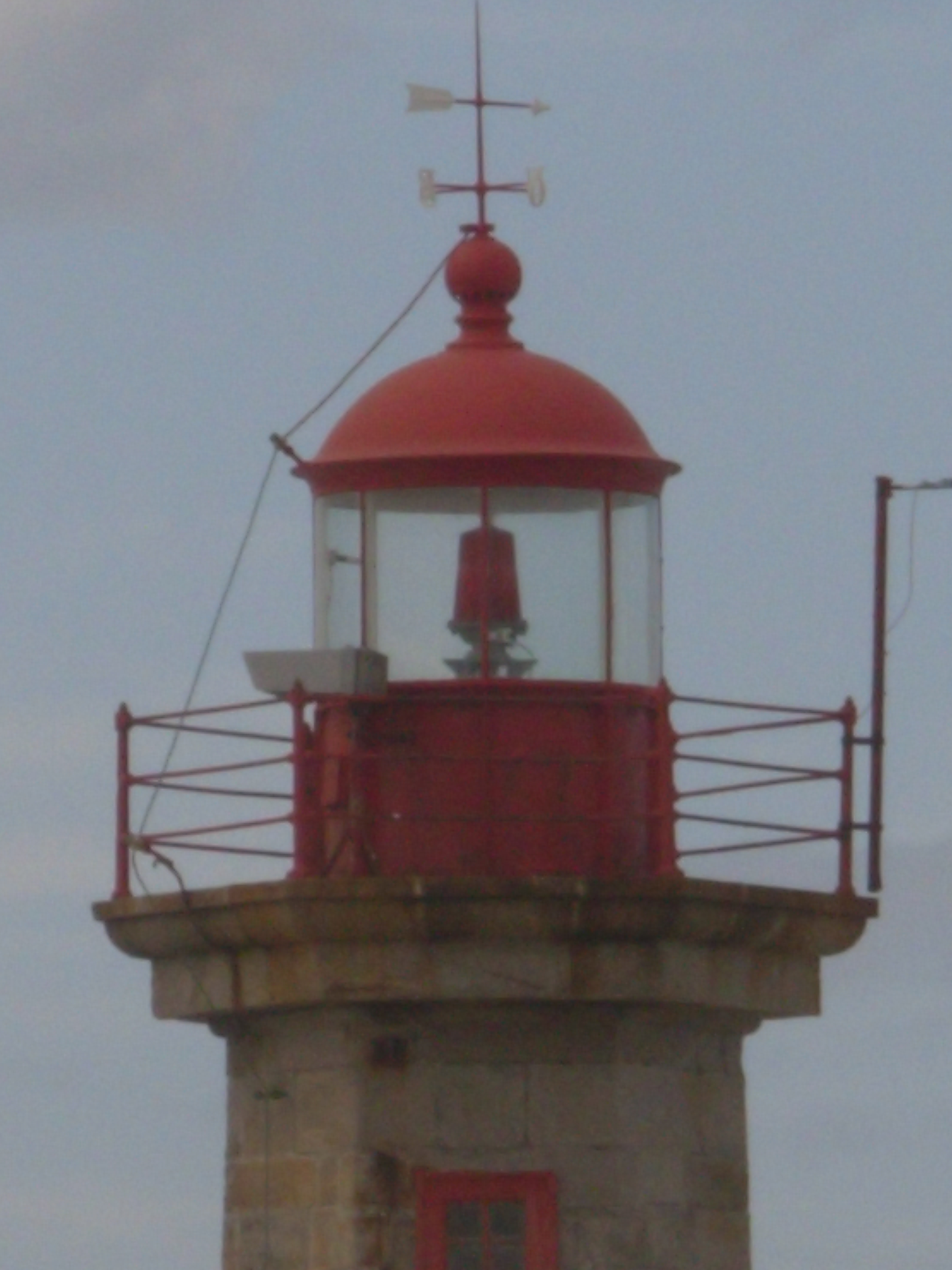
Detalhe da Lanterna
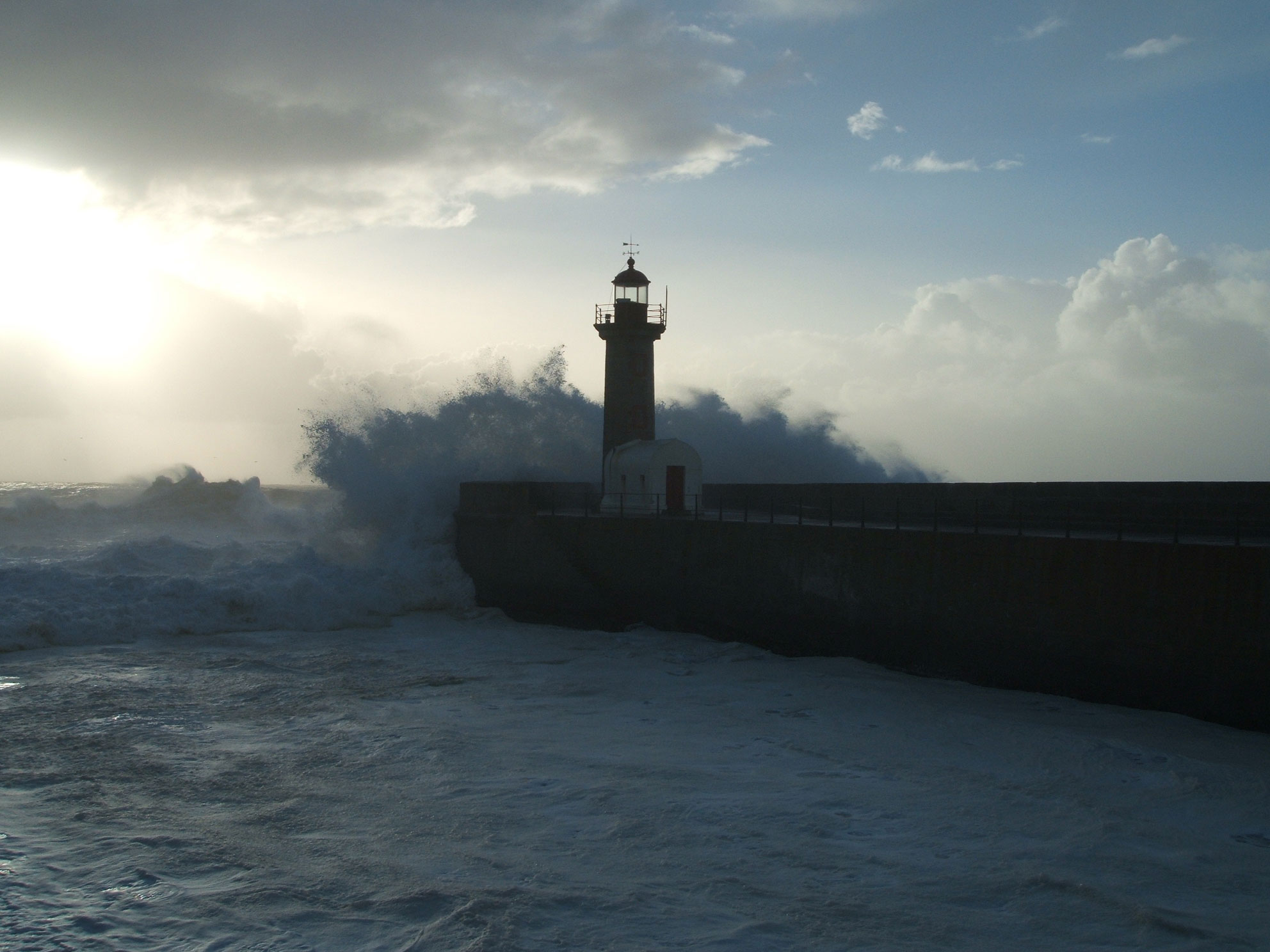